# Von Strussenfelt
von Strussenfelt är namnet på två svenska besläktade adelsätter, varav en fortlever. 

## Historik
Släkten uppges härstamma från Schlesien och via Polen ha inkommit till Sverige. Ättens äldste kände stamfader Mikael Tomasson Strussenfelt föddes 1689 i Polen. Han kom i svensk tjänst 1705 och var med vid Fraustadt 1706, där han blesserades i armen, vid Holovzin 1708, där han sårades i låret, samt vid Poltava 1709, varefter han blev fången vid Perevolotjna den 1/7 s. å., men rymde och hemkom 1711. Han blev löjtnant 1718 och tog avsked 1719. Han blev kapten i Hälsinge regemente 1753, samt blev riddare av Serafimerorden 1755-01-13. Han tog åter avsked 1764. Han avled 1770-10-16 på sin gård i Ovanåkers socken. Han gifte sig 1714 med Birgitta Oxelgren.
Hans son Alexander Mikael Strussenfelt, föddes 1716 i Stockholm. Han blev löjtnant vid Hälsinge regemente 1743, kapten 1747 och major 1750. Han blev riddare av Serafimerorden 1748-11-07. Han blev major 1750 och adlades 1751-11-21 (introd. 1752 under nr 1918). Han blev överste i armén 1760 och blev därefter generalmajor 1769. Han vägrade vid 1772 års revolution att avlägga ed på den nya regeringsformen, varför han en kort tid satt arresterad. Han tog avsked ur krigstjänsten 1772. I och med att han blev riddare av Svärdsorden den 30/11 samma år, blev han upphöjd till kommendör, och hans adliga ätt utgick därmed. Han blev kommendör med stora korset av Nordstjärneorden 1785-11-21. Han avled 1797-03-28 på Rösjöholm i Tossjö socken.
I och med 1809 års regeringsform avskaffades kommendörstiteln och alla kommendörsätter blev därmed obetitlad adel. De som redan fanns klassade fick kvarstå i Riddarhusets indelning i svenneklassen.
Enligt Skatteverket fanns den 31 december 2023 1 person i Sverige med namnet von Strussenfelt.

## Kända medlemmar av ätten
- Alexander von Strussenfelt (1846–1927), militär
- Alexander von Strussenfelt (1916–1974), översättare och hallåman i Tyskland[4]
- Alexander Michael von Strussenfelt (1716–1797), fortifikationsofficer
- Alexis von Strussenfelt (1884–), försäkringsinspektör
- Amelie von Strussenfelt (1803–1847), författare och målare
- Gunhild von Strussenfelt (1882–1952), lokalhistorisk författare
- Michael von Strussenfelt (1770–1837), militär, kammarherre och tecknare
- Ulrika von Strussenfelt (1801–1873), författare